# Pandi
Pandi (o Pandae), a les obres geogràfiques grecoromanes i als bestiaris medievals, són una raça de persones d'orelles gegants amb vuit dits a les mans i als peus, amb cabells blancs que es tornaven negres amb l'edat. A la seva Indica, l'historiador Ctèsies de Cnidos els va localitzar a les muntanyes de l'Índia; els descriu com una raça bèl·lica d'arquers i foners, i afirma que neixen amb tots els dents. Plini el Vell, a la seva Història Natural, afegeix que viuen dos-cents anys.